# Pois

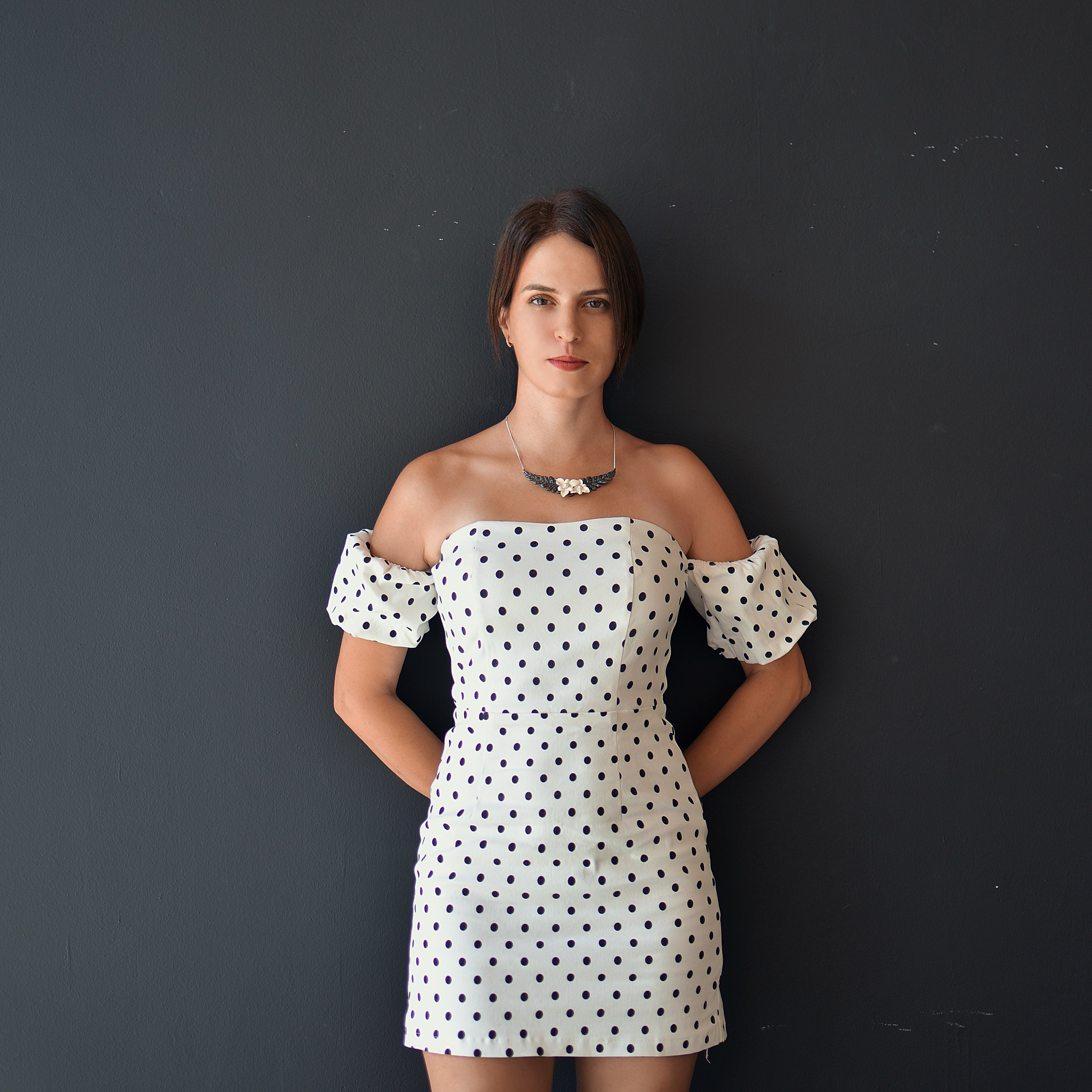
Donna con un abito a pois

I pois (lett. "pisello" in francese) sono un motivo decorativo caratterizzato da una serie di pallini colorati di varie dimensioni posti su uno sfondo monocromatico in modo simmetrico o asimmetrico.

## Storia
Tra il Medioevo e il XVIII secolo i pois non erano apprezzati perché correlati alle malattie e le infezioni della pelle. Secondo Steven Connor dell'Università di Cambridge, i pois irregolari erano di cattivo augurio in quanto ricordavano le macchie che sporcavano i vestiti dei malati e di chi gli stava vicino. Alcune donne del Rinascimento mascheravano le imperfezioni del volto applicandovi dei punti circolari di tessuto nero. Nel XVIII secolo gli abiti in tessuti broccati del passato fecero spazio ad abiti a pois più leggeri. Tra la metà e la fine dell'Ottocento, con la nascita e lo spopolare della polka gli abiti a pois si diffusero in tutta Europa. Nello stesso periodo venne coniata la frase inglese polka dot in riferimento agli abiti a pallini. Nonostante ciò, gli storici concordano sul fatto che la moda degli abiti a pois nacque in Inghilterra sul finire del secolo grazie a Beau Brummell. La moda ricomparve timidamente negli anni trenta del XX secolo con maggiore enfasi negli anni cinquanta grazie agli immigrati polacchi che lanciarono la moda della polka e degli abiti a pallini oltreoceano. I pois compaiono numerose volte nella cultura di massa degli anni sessanta come confermano gli abiti, le canzoni oltre che le opere d'arte firmate da Roy Lichtenstein. Negli anni ottanta la moda dei pois visse una temporanea rinascita grazie agli stilisti dell'epoca che la vedevano come un simbolo dell'ottimismo e la fiducia nella crescita economica caratterizzante gli anni cinquanta.